# Деніел Вейман
Деніел Макс Вейман (англ. Daniel Max Weyman; нар. 1977) — англійський актор, знаний за головними ролями у фільмах і серіалах «Просто Інес» (2010), «Війна Фойла» (2013), «Мовчазний свідок» (2016) і Незнайомця у «Володар перснів: Персні влади» (2022).

## Ранні роки
Народився в Ньюкасл-апон-Тайн 1977 року в родині Річарда С. Веймана (нар. 1945 року) та Джудіт Овен. У нього є старша сестра Нікола (нар. 1974 року) і молодший брат Джордж Генрі (нар. 1980 року). Навчався в Новому театрі Ноттінгема, який закінчив 2000 року.

## Кар'єра

### Театр
Виступав у постановках, як-от «Як вам це подобається» Семюеля Веста Театрі Крусібл (у ролі Жака) та «Життя і пригоди Ніколаса Нікльбі» Девіда Едгара в Чичестерському фестивальному театрі. Виконання головної ролі принесла йому номінацію на премії TMA 2006 року за найкращу роль у виставі. 2010 року зіграв Анітфола Сіракузького з «Комедії помилок» у Театрі просто неба у Ріджентс-Парку, номінованої на Whatsonstage.com Awards за найкращу шекспірівську постановку. Серед його робіт — «Дік Кафки» і «Король Лір» в Королівському театрі в Баті, «Тигель» режисера Тома Морріса в Bristol Old Vic (2015) і «4000 днів» разом з Алістером Макговеном у Park Theatre (2016). Зіграв Майлза в постановці Рекса Пікетта його роману «На узбіччі» в театрі св. Джеймса (2016) — роль, яку прославив Пол Джаматті в однойменній екранізації Александера Пейна, яка отримала Оскар. Він отримав схвальні відгуки, зігравши головну роль разом із лавреатом «Оскара» Фарідом Мюрреєм Абрагамом у новій п'єсі Деніела Кельмана «Наставник» режисера Лоуренса Босвелла, яка перейшла зі студії Устінова до театру «Водевіль» з Вест-Енду (2018).

### Телебачення
Серед появ на телебаченні ролі у серіалах «Кольдіц» 2005 року та драмі BBC «Дюнкерк», яка отримала премію BAFTA. Він зіграв Метью Коула в епізоді «Солом'яна жінка» 2004 року «Убивств в Мідсомері». 2010 року знявся у відзначеному нагородами фільмі «Ван Гог: Портрет, написаний словами» від BBC. 2013 року знявся у серіалі «Війна Фойла» від ITV, зігравши Адама Вейнрайта. 2013 року зіграв Алека Легге в екранізації від ITV роману «Дурість мерця» Агати Крісті. Епізод став останнім з Девідом Суше у ролі Пуаро. 2014 року повторив роль Адама Вейнрайта у «Війні Фойла». 2016 року з'явився у ролі Макса Торндайка, чоловіка Кларисси Маллері (Ліз Карр), у драмі BBC1 «Мовчазний свідок». Нову сюжетну лінію дуже добре сприйняли, і Деніел повернувся у наступній серії. 2018 року знявся у серіалі «Віра» з Брендою Блетін. Він зіграв рейнджера Нортумбрійського парку Джима Бріско. 2020 року отримав роль Незнайомця в телесеріалі «Володар перснів: Персні влади».

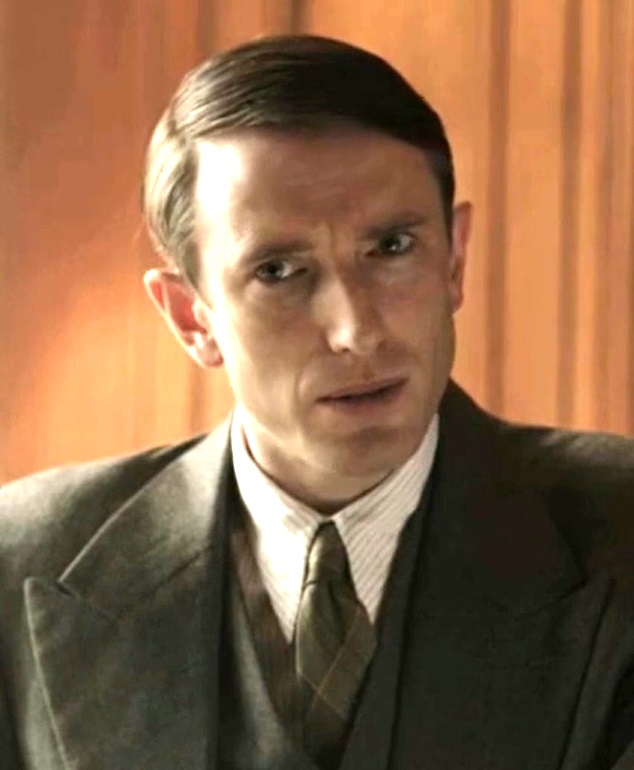
Деніел Вейман у «Війні Фойла», 2013

### Фільми
Зіграв головну роль Тома Джексона у фільмі «Проста Інес» (2010) та Артура Гевішама у фільмі Майка Ньюелла «Великі сподівання» (2012) з Геленою Бонем Картер у ролі міс Гевішем. Він знімався у сценах для фільму Руперта Еверетта про Оскара Вайльда «Щасливий принц» й історії про заборонене кохання у Другу світову війну Амми Асанте «Там, де торкаються руки».

### Аудіо
Виконав головну роль в аудіодрамі «Сапфір і сталь» і в епізоді аудіодрами «Доктор Хто». Став «Найкращим диктором 2017 року».
Він багато працював на радіо, над аудіокнигами та озвученням. Його прочитання Енді Макнаба та Роберта Рігбі «Meltdown» посіло першу сходинку рейтингу 10 найкращих дитячих аудіокниг за версією «Індепендент» 2008 року. Його прочитання «Молодого Шерлока Холмса: Смертельна хмара» здобуло престижну нагороду «Найкраща аудіокнига року» від американського видання AudioFile. У 2013 році Американська бібліотечна асоціація включила його запис «Angelmaker» Ніка Гаркавея до свого списку аудіокниг, тоді як його запис «Crusher» Ніалла Леонарда потрапив до списку для молоді.

## Фільмографія
| Рік       |    | Українська назва                    | Оригінальна назва                         | Роль                      |
| --------- | -- | ----------------------------------- | ----------------------------------------- | ------------------------- |
| 2004      | ф  | Мільйони                            | Millions                                  | чоловік                   |
| 2004      | с  | Туга струна                         | Wire in the Blood                         | Люк Фрейзер               |
| 2004      | с  | Убивства в Мідсомері                | Midsomer Murders                          | Метью Коул                |
| 2004      | с  | Данкірк                             | Dunkirk                                   | капітан Джеймс Лінн-Аллен |
| 2005      | с  | Кольдіц                             | Colditz                                   | Белл                      |
| 2005      | с  | Работоргівля                        | The Slavery Business                      | Семюел Вілберфорс         |
| 2009      | с  | Лікарі                              | Doctors                                   | Майлз Темпл               |
| 2010      | с  | Голбі Сіті                          | Holby City                                | Том Скотт                 |
| 2010      | тф | Ван Гог: Портрет, написаний словами | Van Gogh: Painted with Words              | Антон                     |
| 2010      | ф  | Просто Інес                         | Just Inès                                 | Том Джексон               |
| 2012      | ф  | День квітів                         | Day of the Flowers                        | Мартін                    |
| 2012      | ф  | Великі сподівання                   | Great Expectations                        | Артур Гевішем             |
| 2013      | с  | Пуаро Агати Крісті                  | Poirot                                    | Алек                      |
| 2013—2015 | с  | Війна Фойла                         | Foyle's War                               | Адам                      |
| 2017—2020 | с  | Мовчазний свідок                    |                                           | Silent Witness / Макс     |
| 2018      | с  | Віра                                | Vera                                      | Джим                      |
| 2018      | с  | Дуже англійський скандал            | A Very English Scandal                    | репортер                  |
| 2018      | ф  | Щасливий принц                      | The Happy Prince                          | Бошан Деніс Браун         |
| 2018      | ф  | Де торкаються руки                  | Where Hands Touch                         |                           |
| 2019      | с  | Джентльмен Джек                     | Gentleman Jack                            | лікар Кенні               |
| 2019      | с  | Тредстоун                           | Treadstone                                | Мейсі                     |
| 2021      | с  | Північні води                       | The North Water                           | чоловік                   |
| 2022—2024 | с  | Володар перснів: Персні влади       | The Lord of the Rings: The Rings of Power | Незнайомець               |